# Факселвен
Факселвен (на шведски: Faxälven) е река в Норвегия (провинция Норлан) и централната част на Швеция (провинции Йемтланд и Вестернорланд), десен приток на Онгерманелвен, вливаща се в Ботническия залив на Балтийско море. Дължина 340 km, площ на водосборния басейн 22 500 km².

## Географска характеристика
Река Факселвен води началото си от малко езеро, разположено на 960 m н.в., на западното подножие на масива Етнамсклумпен (централната част на Скандинавските планини), в националния парк Бьоргерфел, на територията на Норвегия, провинция Норлан. След около 9 km навлиза в Швеция и по цялото си протежение нече в предимно в югоизточна посока в дълбока залесена долина през югозападната част на платото Норланд и преминава през 13 проточни езера (най-големи Стура Блошен – 40 km², на 433 m н.в., Лильорм – 35 km², на 345 m н.в., Кварнбергсватнет – 66 km², на 307 m н.в., Стрьомс Ватудал – 146 km², на 286 m н.в.,) с множество бързеи, прагове и малки водопади между тях. В най-долното течение тече по хълмиста приморска равнина. Влива се отдясно в река Онгерманелвен, вливаща в западната част на Ботническия залив на Балтийско море, на 12 m н.в., на 4 km северозападно от град Солефтео (лен Вестелнорланд).
Водосборният басейн на река Факселвен обхваща площ от 22 500 km², което представлява 70,61% от водосборния басейн на Онгерманелвен. Речната ѝ мрежа е двустранно развита, но поради тесният ѝ водосборен басейн притоците ѝ са малки и къси. Най-голям река Фонон (ляв). На североизток водосборният басейн на Факселвен граничи с водосборните басейни на реко Фелшоелвен и други по-малки, десни притоци на Онгерманелвен, на югозапад – с водосборния басейн на река Индалселвен, вливаща се в Ботническия залив на Балтийско море, а на северозапад – с водосборня басейн на река Намсен, вливаща се в Норвежко море.
Факселвен има снежно-дъждовно подхранване с ясно изразено пролетно-лятно пълноводие и зимно маловодие.
В средното и особено в долното течение на реката е изградена каскада от 12 ВЕЦ, като най-големи са Хиалта 178 Мвт, Рамселе 157 Мвт, Стурфинфорсен 132 Мвт. Част от водите ѝ се използват за битово и промишлено водоснабдяване и воден туризъм. Селищата разположени по течението ѝ са предимно малки, като най-значително е град Стрьомсунд.